# صبية 2017 (ألبوم)
«صبية 2017» هو الألبوم الخامس للفنانة المغربية أسماء لمنور. أُصدر الألبوم يوم 18 أبريل 2017 على روتانا. ظهر على الألبوم أيضا الفنان ريتشارد بونا. ويعتبر من البوب المغربي.
احتوى الألبوم أغاني منفردة حطمت أرقاما قياسية على منصات الاستماع خاصة أغنية عندو الزين التي اعتبرت من أقوى أغاني سنة 2017.

## حول الألبوم
الألبوم هو من قلة الألبومات المغربية التي وافقت شركة روتانا على طرحه على منصات الاستماع. حيث اعتبر أول ألبوم مغربي مئة بالمئة من إنتاج الشركة. وتلقى الألبوم إستحسانا كبيرا من طرف الجمهور العربي حيث تزامن مع تصاعد الإقبال على البوب المغربي في العالم العربي.
رغم أن روتانا قد تخوفت من إنتاج هكذا ألبومات مغربية، لكن أسماء تجرأت وبدأت في إنتاج الألبوم من مالها الخاص. وبعدما لاحظت روتانا تمسكها بهذا الألبوم قرروا بعد ذلك إنتاج الألبوم كليا. وقد نوه الألبوم بأنه من أفضل إنتاجات سنة 2017 من لدى أحلام.
ظهر أن أسماء المنور ستطلق ألبوما جديدا في سنة 2017 بعد إصدار أغنية صبية على روتانا في الثالث من شهر أبريل. وقد اكتسحت هذه الأغنية محطات الإذاعة المغربية وظلت تسجل استماعات ومشاهدات عالية على منصات الاستماع. ثم من بعد ذلك أصدرت الفنانة أغنيتها عندو الزين التي اعتلت عرش منصات الاستماع في أشهرها الأولى، والتي قد أثارت جدلا حول مصدرها باعتبار لازمتها مقتبسة من التراث المغربي. وهذا كان ترويجا قويا للأغنية خاصة وللألبوم عامة.

## الكلمات والألحان والتوزيع

### الموسيقى والكلمات
موسيقيا الألبوم يعتبر بوبا مغربيا ممزوجا بإيقاعات عربية وغربية حديثة كالدانسهول والموسيقى الإلكترونية والسالسا والجاز. أما ألحان أغانيه وإيقاعاتها فتتنوع وتختلف من أغنية لأخرى، حيث تتواجد أغاني بطيئة وأخرى سريعة. ويطغى على الألبوم التأثر بالموسيقى العربية واللاتينية الكلاسيكيتين، مما يضيف للألبوم نكهة خاصة. أما كتابة فالألبوم يتناول عدة مواضيع مرتبطة بالفتاة المغربية الشابة كالحب وتقوية المرأة المغربية وإبراز محاسن الشعب المغربي من طيبة وكرم. كما تناول موضوع الفتاة المغربية التائهة في قسوة المجتمع من خلال أغنيتها صبية.

### الأغاني

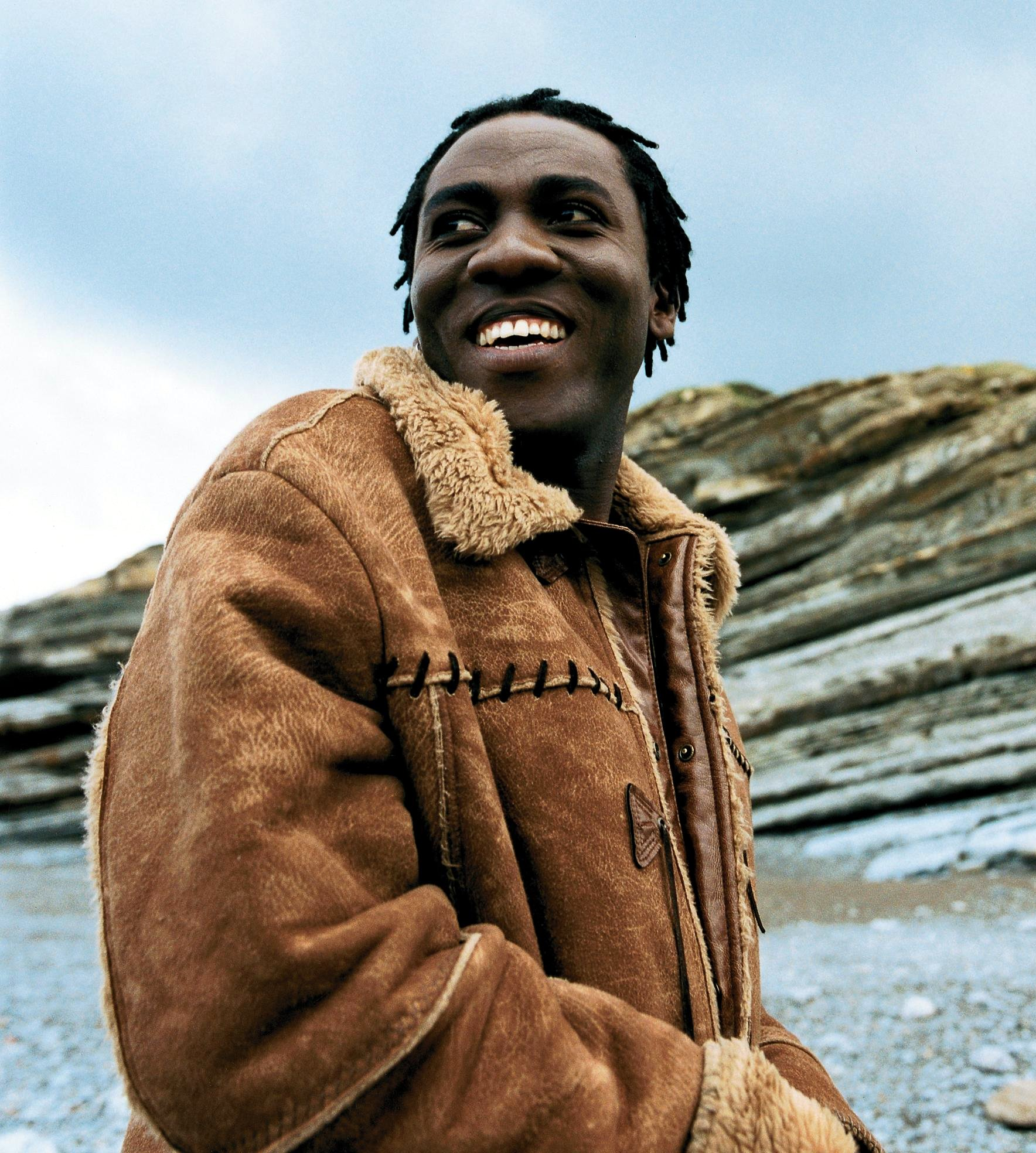
ريتشارد بونا كفنان على ألبوم صبية 2017

يفتتح الألبوم بأغنية «صبية» بإيقاعات مغربية عربية كلاسيكية من كلمات وألحان مراد الأسمر وتوزيع جلال الحمداوي. تناولت قضية الفتاة الضعيفة التي تعاني من قسوة الظروف والمجتمع. حيث تخلل الأغنية مقاطع كمان وأكورديون. والأغنية قُدمت كأول أغنية منفردة من الألبوم.
ثاني أغنية من الألبوم «عندو الزين» هي أغنية شعبي مغربي ذات إيقاعات غربية مستوحاة من البوب. كتب سمير المجاري كلماتها ولحنها مهدي مزين. تتحدث الأغنية عن محاولة شابة الحصول على قلب فتى شاب متهور ومدلل من أمه. لازمة هده الأغنية «عندو الزين عندو الحمام دايرو في دار» أثارت ضجة في المغرب حول ما إن كان مصدرها قد وافق على استعمالها باعتبارها أغنية شعبية بحق في المغرب.
وتليها أغنية «طفي التيليفون» وهي أغنية بوب بإيقاعات لاتينية تدعو لترك الهاتف ونسيان مصادر الهموم من أجل عيشة أفضل، كما تحث على الاستمتاع بكل لحظة في حياتك. ثم تلحقها أغنية «شفت منام» التي اشتركت مع الفنان ريتشارد بونا. الأغنية هي أغنية بوب هادئة تحتوي على هتافات كورال أو الجوق في خلفية الأغنية وكذلك على غمغمة وموالات ريتشارد وأسماء، مما أضاف جوا هادئا مسالما برفقة بيانو وساكسوفون وطبلات لاتينية. بالاختلاف مع أغنية «لالاهم» في الرتبة الخامسة من الألبوم، والتي هي أغنية بوب مغربي تثني على المرأة المغربية وتمدحها بوصفها سيدة النساء. «نورمال» هي أغنية ذان إيقاعات لاتينية ممزوجة بالفلامنكو والسالسا تتحدث عن فتاة غير متأثرة بفراق حبيبها وعن كونه طبيعي أن يرغب حبيبها في الرجوع لها. تتبع هذه الأغنية أغنية «خليني ساكتة» بألحان عربية كلاسيكية مرفقة بالكمان والأكورديون وطبلات عربية كلاسيكية وأخرى حديثة. وتكلمت الأغنية عن التعب من علاقة حب فاشلة وغير مريحة. أما «عبد الحليم» فهي أغنية بإيقاع كلاسيكي مغربي سريع يحتوى تأوهات جوقة بعد لازمة الأغنية. وهذه الأخيرة تتحدث عن رفض شابة لفتى كلامه قديم ومبتدئ في الحب. ثم تأتي الأغنية التي خصصت لمحطات الإذاعة المغربية ألا وهي «بغيتو هو»، حيث تعتبر أغنية حب بإيقاعات مغربية متوسطة السرعة. «بنت الوقت» هي أغنية بوب مغربي هادئة تتحدث عن قوة فتاة في تجاوز خيانة حبيب وعن كونها غير متأثرة بهذا. وتليها أغنية البوب الإلكتروني «كان يحسابلي» المتأثرة بإيقاعات لايتينة وعربية التي تتحدث عن ضعف شابة أمام حب شاب تركها. وينتهي الألبوم بأغنية هادئة على الساكسفون والقيثارة مسماة بـ«جيني للخير» تتحدث عن كرم وطيبة الشعب المغربي ودعوة الشباب لفعل الخير وترك الطمع.

## الأغاني المنفردة
«صبية» هي أول أغنية منفردة نزلت من الألبوم يوم 03 أبريل 2017 مرفقة بفيديو كلمات الأغنية. بثت الأغنية بكثرة على محطات الإذاعة المغربية والعربية ولاقت استحسانا من الجمهور المغربي نظرا لكونها قريبة لقلوب الفتيات الشابات بسبب موضوعها الحساس. ثم تلتها ثاني أغنية منفردة من الألبوم «عندو الزين» مرفقة بفيديو كليب على قناة روتانا على اليوتيوب يوم 13 أبريل 2017. وكانت هذه الأغنية دفعة للألبوم ولأسماء المنور في سنة 2017، إذ قد حطمت الأغنية رقما قياسا في عدد المشاهدات على يوتيوب وفي عدد الاستماعات على أنغامي.

### أغاني الراديو
بثت أغنيتي «بغيتو هو» و«لالاهم» على محطات الإذاعة المغربية بعد صدور الألبوم. وقد انتشرت الأغنيتين على نطاق واسع في المغرب وحصلتا على عدد محترم من الاستماعات على منصات الموسيقى.

## قائمة الأغاني
| 1.  | "صبية"                       | مراد الأسمر         | 04:02 |
| 2.  | "عندو الزين"                 | مهدي مزين           | 04:17 |
| 3.  | "طفي التيليفون"              | جلال الحمداوي       | 03:49 |
| 4.  | "شفت منام (مع ريتشارد بونا)" | منير الجزائري       | 04:20 |
| 5.  | "لالاهم"                     | جلال الحمداوي       | 03:24 |
| 6.  | "نورمال"                     | محمد الرفاعي        | 04:15 |
| 7.  | "خليني ساكتة"                | جلال الحمداوي       | 03:11 |
| 8.  | "عبد الحليم"                 | زكرياء بيقشة        | 03:58 |
| 9.  | "بغيتو هو"                   | محمد الرفاعي        | 03:18 |
| 10. | "بنت الوقت"                  | مهدي مزين           | 04:24 |
| 11. | "كان يحسابلي"                | حسن المغربي         | 04:02 |
| 12. | "جيني للخير"                 | عبد الرحيم العسكوري | 04:19 |